# Anne Vernon
Anne Vernon, född Édith Antoinette Alexandrine Vignaud 9 januari 1924 i Saint-Denis, Seine-Saint-Denis, är en fransk skådespelerska.

## Rollista i urval
- 1953 – Bomben
- 1954 – Kärlekslotteriet
- 1955 – Bel Ami
- 1955 – Das Fräulein von Scuderi
- 1955 – Världens vackraste kvinna
- 1956 – Längs trottoaren
- 1959 – Generalen
- 1962 – I Arsène Lupins fotspår
- 1964 – Paraplyerna i Cherbourg
- 1964 – Patate